# Werner Schubert (Philologe)
Werner Schubert (* 27. Februar 1953 in Sinsheim) ist ein deutscher Altphilologe.

## Leben
Er studierte von 1973 bis 1983 klassische Philologie und Germanistik in Heidelberg, wo er 1978/1979 das erste Staatsexamen (Latein und Germanistik) ablegte. Im Wintersemester 1979/1980 und Sommersemester 1980 verwaltete er eine wissenschaftliche Assistentenstelle am Germanistischen Seminar der Universität Heidelberg bei Peter Michelsen. Als Promotionsstipendiat 1980/1981 des Cusanuswerks war er von 1981 bis 1986 wissenschaftlicher Angestellter am Seminar für Klassische Philologie der Universität Heidelberg (Lehrstuhl Hubert Petersmann). Nach der Promotion 1983 (Latein, Griechisch und Germanistik) war er von 1986 bis 1988 Habilitationsstipendiat der DFG. Nach der Habilitation 1988 (Klassische Philologie) vertrat er im Sommersemester 1988 und Wintersemester 1988/1989 den Lehrstuhl Michael von Albrechts in Heidelberg. Von 1989 bis 1996 war er Hochschuldozent in Heidelberg. Beurlaubt war er im Sommersemester 1990 und Wintersemester 1990/1991 für die Lehrstuhlvertretung in Saarbrücken (Lehrstuhl Peter Steinmetz). Im Wintersemester 1991/1992, Wintersemester 1992/1993 und Wintersemester 1993/1994 vertrat er den Lehrstuhl Glenn W. Mosts auf Lehrauftragsbasis in Innsbruck. Im Wintersemester 1993/1994 war er für die Lehrstuhlvertretung Michael von Albrechts in Heidelberg beurlaubt.
Im Wintersemester 1994/1995 hatte er einen vierstündigen Lehrauftrag in Saarbrücken. In Bern vertrat er von 1996 bis 2003 den Lehrstuhl Christoph Schäublins. Von 2003 bis 2004 vertrat er den Lehrstuhl Fritz-Heiner Mutschlers in Dresden, wo er im Wintersemester 2004/2005 einen Lehrauftrag hatte. Von 2006 bis 2012 war er wissenschaftlicher Angestellter bei der Arbeitsstelle der L’Année philologique. Seit 2008 ist er Mitglied des Redaktionsbeirats des Sborník prací filozofické fakulty brněnské univerzity, Rada N (Sammelband der Arbeiten der Philosophischen Fakultät der Brünner Universität, Reihe N). Seit 2012 ist er freier Mitarbeiter des Ernst Klett Verlags Stuttgart. Seit 2013 ist er wissenschaftlicher Mitarbeiter an der Zweigstelle der Année Philologique München im Auftrag der Société Internationale de Bibliographie Classique. Seit 2015 arbeitet er zugleich an der Rédaction française de L’Année philologique an der Universität Lille III mit.
Seine Forschungsschwerpunkte sind lateinische Literatur der Kaiserzeit, Komparatistik und Rezeption der Antike in der neueren Musik.

## Schriften (Auswahl)
- Jupiter in den Epen der Flavierzeit (= Studien zur Klassischen Philologie. Band 8). Lang, Bern u. a. 1984, ISBN 3-8204-5403-9 (zugleich Dissertation, Heidelberg 1983).
- als Herausgeber mit Michael von Albrecht: Musik in Antike und Neuzeit (= Quellen und Studien zur Musikgeschichte von der Antike bis in die Gegenwart. Band 1). Lang, Bern u. a. 1987, ISBN 3-8204-8272-5.
- als Herausgeber: Georg von Albrecht: Gesamtausgabe, Band 3: Chorwerke und größere Vokalwerke mit einem Facsimile des »Liedes der Lieder« (= Quellen und Studien zur Musikgeschichte von der Antike bis in die Gegenwart. Band 10). Lang, Bern u. a. 1988, ISBN 3-8204-9929-6.
- als Herausgeber mit Michael von Albrecht: Musik und Dichtung. Neue Forschungsbeiträge. Viktor Pöschl zum 80. Geburtstag gewidmet (= Quellen und Studien zur Musikgeschichte von der Antike bis in die Gegenwart. Band 23). Lang, Bern u. a. 1990, ISBN 3-631-41858-2.
- Die Mythologie in den nichtmythologischen Dichtungen Ovids (= Studien zur Klassischen Philologie. Band 66). Lang, Bern u. a. 1992, ISBN 3-631-44166-5 (zugleich Habilitationsschrift, Heidelberg 1988).
- als Herausgeber: Ovid. Werk und Wirkung. Festgabe für Michael von Albrecht zum 65. Geburtstag (= Studien zur klassischen Philologie. Band 100). Lang, Bern u. a. 1999, ISBN 3-631-49607-9.
- als Herausgeber mit Angela Hornung und Christian Jäkel: Studia humanitatis ac litterarum trifolio Heidelbergensi dedicata. Festschrift für Eckhard Christmann, Wilfried Edelmaier und Rudolf Kettemann (= Studien zur klassischen Philologie. Band 144). Lang, Bern u. a. 2004, ISBN 3-631-51872-2.
- als Herausgeber mit Walter Kißel und Michael von Albrecht: Bibliographie zum Fortwirken der Antike in den deutschsprachigen Literaturen des 19. und 20. Jahrhunderts (= Studien zur klassischen Philologie. Band 149). Lang, Bern u. a. 2005, ISBN 3-631-50802-6.
- Die Antike in der neueren Musik. Dialog der Epochen, Künste, Sprachen und Gattungen (= Quellen und Studien zur Musikgeschichte von der Antike bis in die Gegenwart. Band 42). Lang, Bern u. a. 2005, ISBN 3-631-52984-8.